# Destroyer Squadron 23
Das Destroyer Squadron 23, abgekürzt DesRon 23, ist ein Zerstörergeschwader der United States Navy. Bekannt wurde DesRon 23 während des Pazifikkriegs als The Little Beavers. Es wurde am 11. Mai 1943 aufgestellt und im Februar 1946 deaktiviert. Im April 1956 wurde die Destroyer Division 231 erneut aufgestellt und im Dezember 1956 in DesRon 23 Little Beavers umbenannt. Es ist in San Diego, Kalifornien, beheimat und derzeit der Carrier Strike Group 11, die u. a. aus dem Flugzeugträger Nimitz, dem Lenkwaffenkreuzer Princeton und dem Carrier Air Wing 11 besteht, unterstellt.

## Geschichte
Das Destroyer Squadron 23 wurde am 11. Mai 1943 auf der Boston Navy Yard aufgestellt. Erster Kommandeur war Captain M.J. Gilliam. Bei der Aufstellung gehörten die Zerstörer Converse, Foote, Spence, Thatcher, Aulick, Charles Ausburne, Claxton und Dyson zum DesRon 23.
Am 29. Juni 1943 wurde DesRon 23, mit Ausnahme der USS Aulick, Teil der 3. US-Flotte unter dem Kommando von Admiral William F. Halsey und wurde hauptsächlich im Südwestpazifik zu Patrouillendiensten, als Eskorten sowie zur Bekämpfung von Zielen in Küstennähe während der Landungen eingesetzt.

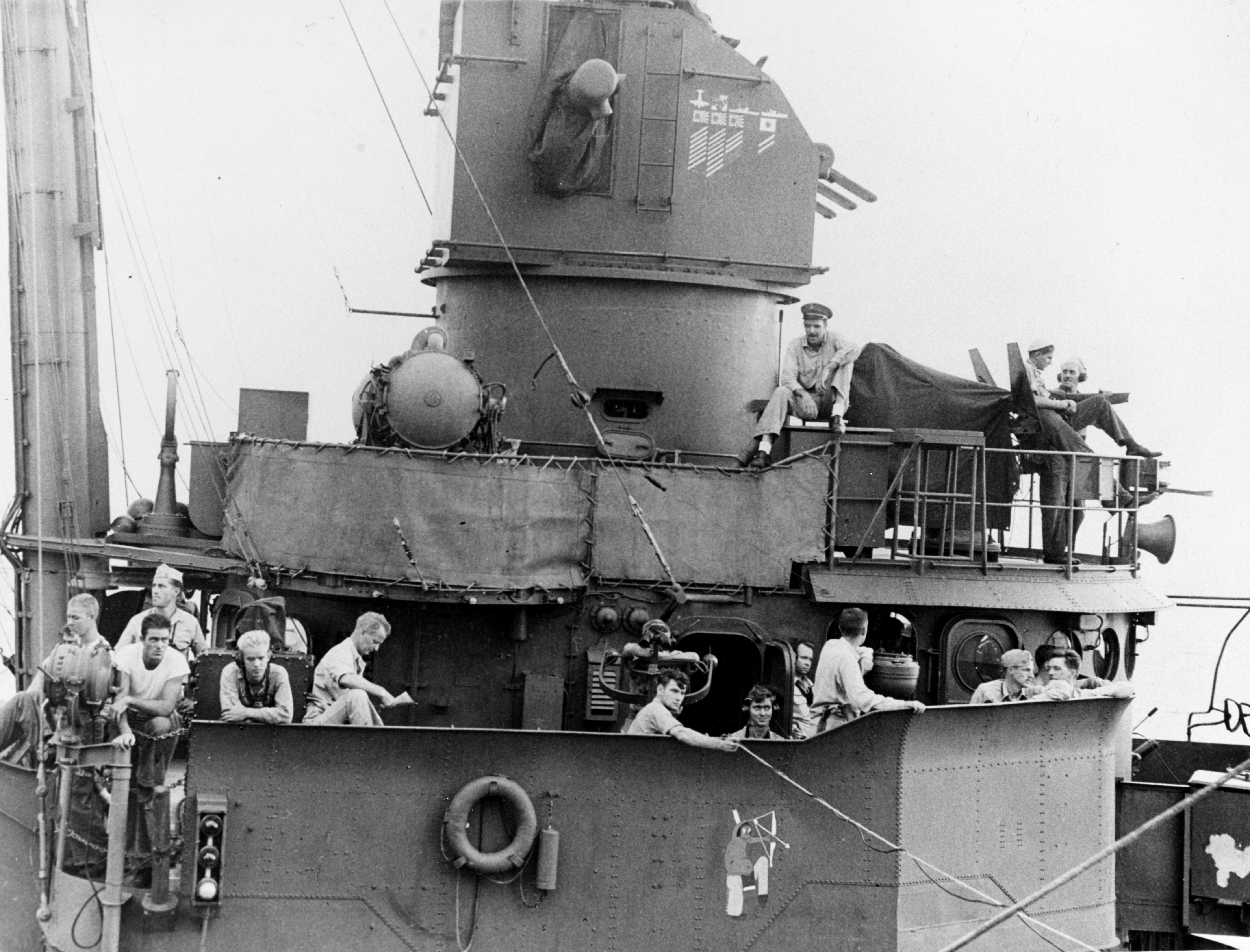
Captain Arleigh Burke an Bord der USS Charles Ausburne. Das Maskottchen der Little Beavers ist auf der Brückennock aufgemalt.

Am 23. Oktober 1943 wurde Captain Arleigh Burke Kommandeur des DesRon 23. In den folgenden vier Monaten war es an 22 Gefechten beteiligt, bei denen ein japanischer Kreuzer, neun Zerstörer, ein U-Boot, mehrere kleinere Einheiten und etwa 30 Flugzeuge zerstört wurden. Burkes ständiger Befehl an seine Zerstörer lautete: „Destroyers to attack on enemy contact WITHOUT ORDERS from the task force commander.“
. Diese Zeit begründete den guten Ruf des DesRon 23 und war Grundlage für die Auszeichnung mit einer Presidential Unit Citation. DesRon 23 nahm unter anderem an der Seeschlacht bei der Kaiserin-Augusta-Bucht und der Schlacht bei Kap St. George teil. Letztere fand am 25. November 1943 statt. Ein japanischer Zerstörerverband, bestehend aus den Transportzerstörern Amagiri, Yūgiri und Uzuki sowie den Zerstörern Ōnami und Makinami, wurde von den amerikanischen Zerstörern abgefangen und in einem durch Radar geführten Gefecht gelang es, Onami, Makinami sowie Yūgiri zu versenken. Das Gefecht, das als almost perfect surface action bewertet wurde, beendete die Tokyo Express genannten japanischen Truppentransporte per Zerstörer. Nach der Rückeroberung der Philippinen und Einsätzen vor Okinawa kehrte DesRon 23 in die Vereinigten Staaten zurück und wurde am 19. Oktober 1945 durch Admiral Burke und Marineminister James Forrestal mit der Presidential Unit Citation ausgezeichnet.
Presidential Unit Citation:

“For extraordinary heroism in action against enemy Japanese forces during the Solomon Islands Campaign, from 1 November 1943 to February 23, 1944 … Destroyer Squadron Twenty-three operated in daring defiance of repeated attacks by hostile air groups, closing the enemy's strongly fortified shores to carry out sustained bombardments against Japanese coastal defenses and render effective cover and fire support for the major invasion operations in this area … The brilliant and heroic record achieved by Destroyer Squadron Twenty-three is a distinctive tribute to the valiant fighting spirit of the individual units in this indomitable combat group of each skilled and courageous ship’s company …”

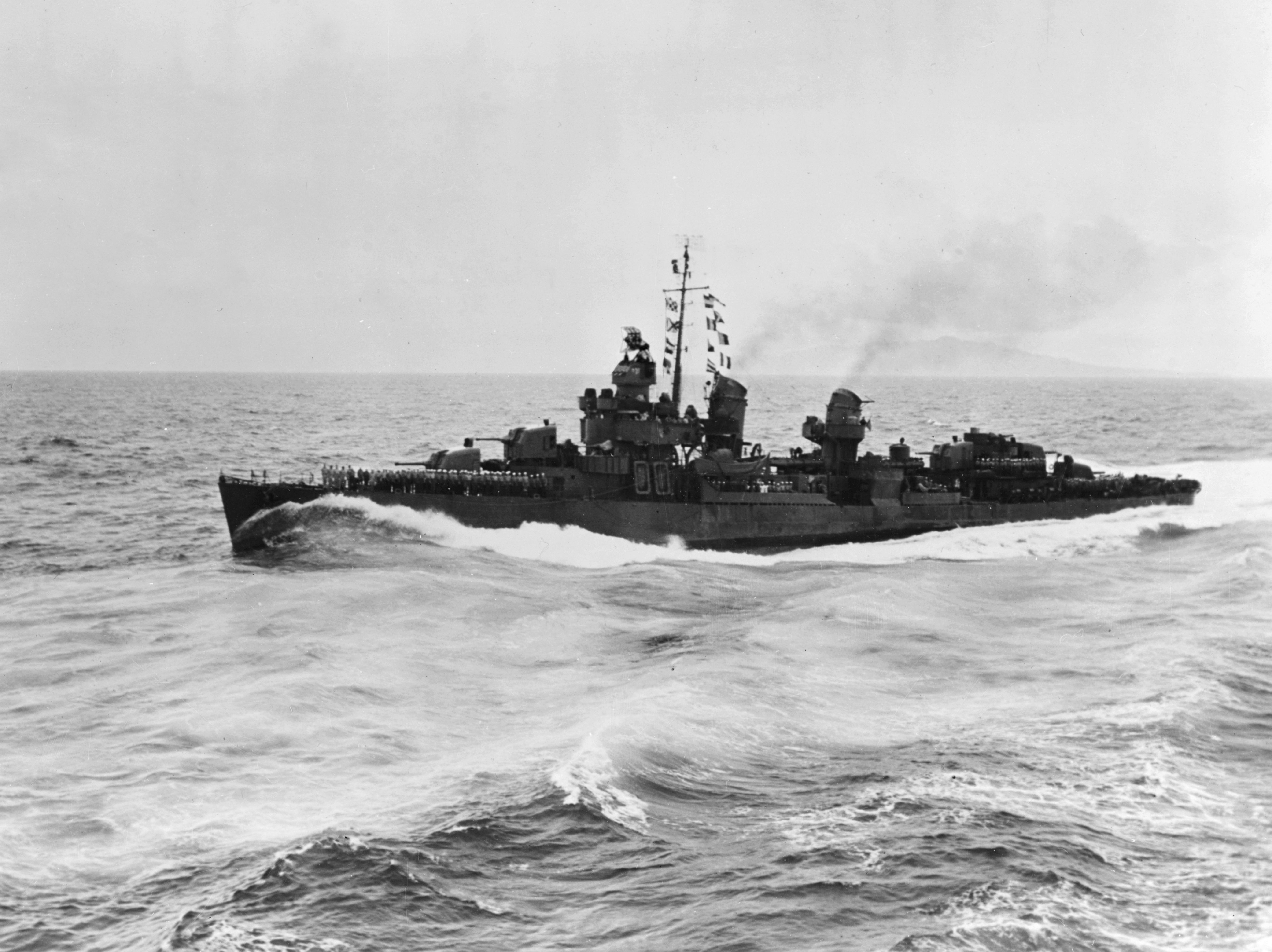
USS Spence im März 1944

Am 18. Dezember 1944 gerieten die Zerstörer des DesRon 23 als Teil der Task Force 38 in den Taifun Cobra (Halseys Taifun). Die USS Spence kenterte, nachdem mehrere Versuche, Treibstoff von anderen Schiffen zu übernehmen, gescheitert waren und der Zerstörer daher sehr hoch im Wasser lag, gegen 11 Uhr im Taifun. 317 Mann gingen mit dem Schiff unter. 24 Mann wurden von Schiffen, die sich in der Nähe befanden, gerettet.
Im Februar 1946 wurde DesRon 23 vorübergehend aufgelöst und die Schiffe in Charleston, South Carolina, als Teil der Reserveflotte eingemottet.
Am 4. April 1956 wurde die Destroyer Squadron 23 reaktiviert. Kommandeur war Captain E.K. Wakefield. Am 12. Dezember 1956 wurde sie feierlich durch den Kommandeur Cruiser Destroyer Force Rear Admiral Chester Wood umgewidmet in Little Beavers. Im April 1957 übernahm Captain H.D. Sturr die Destroyer Squadron 23.

### DesDiv 231
Zur DesRon 23 gehörte zunächst nur die Destroyer Division 231 mit den Zerstörern Picking, Stephen Potter, Preston sowie Irwin. Im Mai 1956 wurde die Irwin durch die Fechteler ersetzt. Vom 5. Juni 1956 bis November 1956 gehörte die DesDiv 231 zur 7. US-Flotte und führte auch Patrouillen in der Formosastraße durch. Am 18. November 1956 kehrte die DesDiv 231 in den Heimathafen Long Beach zurück. 1957 übernahm die Zerstörer eine Good Will Tour in den Südpazifik und nach Neuseeland. Danach wurden erneut Patrouillen in der Formosastraße durchgeführt und Seemanöver mit der Marine der Republik China. Am 24. Januar 1958 kehrte DesDiv 231 in den Heimathafen Long Beach zurück. Im Juni 1958 wurde die Stephen Potter ersatzlos außer Dienst gestellt. Es folgten erneut Fahrten nach Japan, Südkorea und Hong Kong. Am 27. März 1959 erfolgte die Rückkehr in die USA. Als Ersatz für die Stephen Potter folgte dann doch ab Mai 1959 die Edson.

### DesDiv 232
Die aus der Destroyer Division 92 hervorgegangene Destroyer Division 232 beendete am 8. Juli 1956 ihre Ausbildungsfahrten und begann ab 16. August 1956 mit Einsatzfahrten im Westpazifik. Darunter auch drei Monate Patrouillenfahrten in der Formosastraße. Die Destroyer Division 232 bestand aus Madox, Brush, Samuel N. Moore und Herbert J. Thomas. Kommandeur war Captain H.W. Baker. DesDiv 232 kehrte am 17. Februar 1957 in den Heimathafen Long Beach zurück. Nachfolgender Kommandeur wurde ab März 1957 Captain C.B. Carroll. 1957 führten die Zerstörer eine Good Will Tour nach Australien durch, mit Ausnahme der Samuel N. Moore, die zu Reparaturarbeiten im Hafen von Pearl Harbor lag. Des Weiteren gab es Einsätze bei den Marianen und Hafenbesuche in Japan. Am 1. März 1958 kehrte DesDiv 231 zur Werftüberholung und zur Ausbildung in den Heimathafen Long Beach zurück. Im April 1958 übernahm Captain S.L. Johnson das Kommando über die DesDiv 232 Am 17. Juni 1958 wurde DesDiv 232 der Destroyer Squadron 23 unterstellt. Im Oktober 1958 erfolgten erneut Einsatzfahrten im Westpazifik und ASWEX-Manöver mit den japanischen Meeresselbstverteidigungsstreitkräften. Am 22. April 1959 erfolgte die Rückkehr nach Long Beach. Im Mai 1959 übernahm Commander E.M. Glenn das Kommando über DesDiv 232.

## Maskottchen
Das Maskottchen des DesRon 23 ist Little Beaver, eine Figur aus den Red Ryder Cartoons von Fred Harmon. Diese Cartoons waren bei den Zerstörerbesatzungen während der Einsätze im Zweiten Weltkrieg sehr beliebt. Aufgrund des hohen Tempos mit denen die Operationen der Zerstörer durchgeführt wurden, sagten die Besatzungen, dass sie beschäftigt wie die Biber ("busy as beavers") seien. James Bowler, Besatzungsmitglied der USS Claxton, malte auf die Seite eines Torpedorohrsatzes des Zerstörers ein Bild, das Little Beaver zeigte, einen Pfeil auf den japanischen Premierminister Tōjō Hideki abschießend.
Während einer Inspektion auf der USS Claxton bemerkte Burke das Bild. Es gefiel ihm so sehr, dass er es, ohne Tōjō, zum Logo für das gesamte DesRon 23 machte.

## Einheiten
| Name             | Klasse          | Bild |
| ---------------- | --------------- | ---- |
| Converse         | Fletcher-Klasse |      |
| Foote            | Fletcher-Klasse |      |
| Spence           | Fletcher-Klasse |      |
| Thatcher         | Fletcher-Klasse |      |
| Aulick           | Fletcher-Klasse |      |
| Charles Ausburne | Fletcher-Klasse |      |
| Claxton          | Fletcher-Klasse |      |
| Dyson            | Fletcher-Klasse |      |

| Name                | Klasse                     | Bild |
| ------------------- | -------------------------- | ---- |
| John Paul Jones     | Arleigh-Burke-Klasse       |      |
| Howard              | Arleigh-Burke-Klasse       |      |
| Pinckney            | Arleigh-Burke-Klasse       |      |
| Sampson             | Arleigh-Burke-Klasse       |      |
| William P. Lawrence | Arleigh-Burke-Klasse       |      |
| Spruance            | Arleigh-Burke-Klasse       |      |
| USS Curts (FFG-38)  | Oliver-Hazard-Perry-Klasse |      |
| Thach               | Oliver-Hazard-Perry-Klasse |      |
| Vandegrift          | Oliver-Hazard-Perry-Klasse |      |

## Kommandeure
Kommandeure des Destroyer Squadron 23 seit Aufstellung:
- M. J. Gillian (Mai 1943 – Oktober 1943)
- Arleigh A. Burke, später Chief of Naval Operations (Oktober 1943 – März 1944)
- T. B. Duncan (März 1944 – Juli 1945)
- W. C. Ford (August 1945 – Februar 1946)
- Außer Dienst (Februar 1946 – April 1956)
- E. K. Wakefield (April 1956 – April 1957)
- Harry D. Sturr (April 1957 – April 1958)
- J. E. Smith (April 1958 – Mai 1959)
- T. H. Morton (Mai 1959 – Februar 1960)
- T. D. Cunningham (Februar 1960 – Juli 1960)
- J. L. Kelly, Jr. (Juli 1960 – Juni 1961)
- F. E. McIntire (Juni 1961 – September 1962)
- Robert A. Schelling (September 1962 – Juli 1963)
- C. R. Dwyer (Juli 1963 – Dezember 1964)
- J. C. Hill (Dezember 1964 – November 1965)
- L. E. Davis, Jr. (November 1965 – Juli 1967)
- R. E. Spreen (Juli 1967 – Juli 1968)
- J. J. Doak (Juli 1968 – Januar 1970)
- W. H. Rogers (Januar 1970 – Mai 1971)
- G. M. Neely (Mai 1971 – Februar 1973)
- Conolly (Februar 1973 – Juni 1974)
- Donald P. Roane (Juni 1974 – Oktober 1976)
- Stuart D. Landersman (Oktober 1976 – November 1978)
- M. L. Treiber (November 1978 – März 1981)
- G. C. Flynn (März 1981 – April 1983)
- W. H. Kersting (April 1983 – Juni 1985)
- T. A. Barthold (Juni 1985 – Mai 1987)
- W. E. Kelly (Mai 1987 – März 1989)
- W. R. Schmidt (März 1989 – März 1991)
- R. L. Miller (März 1991 – Dezember 1992)
- Thomas E. Utegaard (Dezember 1992 – Juli 1994)
- K. P. Green (Juli 1994 – Juli 1995)
- Barry M. Costello (Juli 1995 – Februar 1997), später Kommandeur 3. US-Flotte
- P. M. Garrett (Februar 1997 – Juli 1998)
- C. W. Patten (Juli 1998 – Juli 2000)
- R. S. Riche (Juli 2000 – Juli 2002)
- Charles W. Martoglio (Juli 2002 – September 2003)
- Gordan E. Van Hook, Träger des Bronze Star[5] (September 2003 – Juli 2005)
- Michael E. Smith (Juli 2005 – November 2006)
- Adam S. Levitt (November 2006 – Mai 2008)
- Troy A. Stoner (Mai 2008 – Juli 2009)
- James L. Autrey (Juli 2009 – Dezember 2010)
- Jesse Wilson (Dezember 2010 – Mai 2012)
- William J. Parker III (seit Mai 2012)